# Hayley Carter
Hayley Carter (Chattanooga, 17 mei 1995) is een tennisspeelster uit de Verenigde Staten van Amerika.

## Loopbaan
Op zesjarige leeftijd begon ze met het spelen van tennis, nadat haar oudere tweelingbroers een racket hadden gekocht in de lokale supermarkt. Op twaalfjarige leeftijd speelde ze drie maanden niet vanwege een voetblessure.
In januari 2019 won Carter haar eerste WTA-titel, op het toernooi van Newport Beach, samen met landgenote Ena Shibahara. Later dat jaar kreeg zij samen met Usue Maitane Arconada een wildcard voor het US Open vrouwendubbelspel, en met Jackson Withrow voor het US Open gemengd dubbelspel. Sinds september 2019 speelt Carter bijna uitsluitend samen met de Braziliaanse Luisa Stefani – zij wonnen meteen het WTA-toernooi van Tasjkent.
In februari 2020 won Carter haar derde WTA-dubbelspeltitel, op het toernooi van Newport Beach, weer met Stefani. In augustus veroverde zij haar vierde titel, op het WTA-toernooi van Lexington met Stefani aan haar zijde. Op het US Open 2020 bereikte zij de kwartfinale, ook nu weer samen met Stefani.
Carter studeert aan de Universiteit van North Carolina.

## Posities op deWTA-ranglijst
Positie per einde seizoen:
| jaar | rang enkelspel | rang dubbelspel |
| ---- | -------------- | --------------- |
| 2011 | 935            | –               |
| 2012 | –              | 672             |
| 2013 | 751            | –               |
| 2014 | 1025           | 1048            |
|      |                |                 |
| 2018 | 554            | 265             |
| 2019 | 672            | 70              |
| 2020 | 692            | 35              |

## Palmares
| Legenda                 |
| ----------------------- |
| Grandslamtoernooi       |
| Olympische Spelen       |
| Year-End Championships  |
| Premier Mandatory       |
| Premier Five / WTA 1000 |
| Premier / WTA 500       |
| International / WTA 250 |
| Challenger / WTA 125    |

### WTA-finaleplaatsen enkelspel
geen

### WTA-finaleplaatsen vrouwendubbelspel
| nr.              | finale     | toernooi          | ondergrond | partner       | tegenstandsters                      | score            |         |
| ---------------- | ---------- | ----------------- | ---------- | ------------- | ------------------------------------ | ---------------- | ------- |
| gewonnen finales |            |                   |            |               |                                      |                  |         |
| 1.               | 2019-01-26 | WTA Newport Beach | hardcourt  | Ena Shibahara | Taylor Townsend Yanina Wickmayer     | 6-3, 7-6         | details |
| 2.               | 2019-09-28 | WTA Tasjkent      | hardcourt  | Luisa Stefani | Dalila Jakupović Sabrina Santamaria  | 6-3, 7-6         | details |
| 3.               | 2020-02-01 | WTA Newport Beach | hardcourt  | Luisa Stefani | Marie Benoît Jessika Ponchet         | 6-1, 6-3         | details |
| 4.               | 2020-08-16 | WTA Lexington     | hardcourt  | Luisa Stefani | Marie Bouzková Jil Teichmann         | 6-1, 7-5         | details |
| verloren finales |            |                   |            |               |                                      |                  |         |
| 1.               | 2019-04-14 | WTA Bogota        | gravel     | Ena Shibahara | Zoe Hives Astra Sharma               | 1-6, 2-6         | details |
| 2.               | 2019-09-22 | WTA Seoel         | hardcourt  | Luisa Stefani | Lara Arruabarrena Tatjana Maria      | 6-7, 6-3, [7-10] | details |
| 3.               | 2020-09-26 | WTA Straatsburg   | gravel     | Luisa Stefani | Nicole Melichar Demi Schuurs         | 4-6, 3-6         | details |
| 4.               | 2021-01-13 | WTA Abu Dhabi     | hardcourt  | Luisa Stefani | Shuko Aoyama Ena Shibahara           | 6-7, 4-6         | details |
| 5.               | 2021-02-27 | WTA Adelaide      | hardcourt  | Luisa Stefani | Alexa Guarachi Desirae Krawczyk      | 7-6, 4-6, [3-10] | details |
| 6.               | 2021-04-04 | WTA Miami         | hardcourt  | Luisa Stefani | Shuko Aoyama Ena Shibahara           | 2-6, 5-7         | details |
| 7.               | 2021-05-09 | WTA Saint-Malo    | gravel     | Luisa Stefani | Kaitlyn Christian Sabrina Santamaria | 6-7, 6-4, [5-10] | details |

## Resultaten grandslamtoernooien
| Legenda | Legenda                          |
| ------- | -------------------------------- |
| g.t.    | geen toernooi gehouden           |
| l.c.    | lagere categorie                 |
| –       | niet deelgenomen                 |
| G       | uitgeschakeld in de groepsfase   |
| 1R      | uitgeschakeld in de eerste ronde |
| 2R      | uitgeschakeld in de tweede ronde |
| 3R      | uitgeschakeld in de derde ronde  |
| 4R      | uitgeschakeld in de vierde ronde |
| KF      | uitgeschakeld in de kwartfinale  |
| HF      | uitgeschakeld in de halve finale |
| F       | de finale verloren               |
| W       | het toernooi gewonnen            |
| w-v     | winst/verlies-balans             |

### Enkelspel
geen deelname

### Vrouwendubbelspel
| toernooi        | 2019 | 2020 | 2021 |
| --------------- | ---- | ---- | ---- |
| Australian Open | –    | 3R   | 3R   |
| Roland Garros   | –    | 3R   | 1R   |
| Wimbledon       | –    | g.t. |      |
| US Open         | 1R   | KF   |      |

### Gemengd dubbelspel
| toernooi        | 2019 |    | 2021 |
| --------------- | ---- | -- | ---- |
| Australian Open | –    | KF |      |
| Roland Garros   | –    | –  |      |
| Wimbledon       | –    |    |      |
| US Open         | 2R   |    |      |